# Leonardo (Comic)
Leonardo (franz. Léonard) ist eine frankobelgische Comicreihe, die sich um den ziemlich narzisstisch dargestellten Leonardo da Vinci und seine Erfindungen dreht. Unterstützt wird er dabei von seinem faulen, aber durchaus wandlungsfähigen Lehrling, der immer als Versuchskaninchen herhalten muss. In Belgien sind bisher 53 Bände erschienen. Einige Bände sind auch ins Deutsche übersetzt worden und erschienen im Carlsen Verlag und bei Ehapa.

## Produktion und Veröffentlichung
Die Zeichnungen von Leonardo entstammen der Feder von Turk, der Text wurde bis Band 46 von Bob de Groot geschrieben (-2015), die weiteren Bände stammen von Zidrou. Im April 2019 erschien Band 50 rechtzeitig zum 500. Todestag Leonardo da Vincis.
Der Carlsen Verlag hat 1983 bis März 1985 die Originalbände 2, 3, 6, 7, 10 in nicht chronologischer Reihenfolge veröffentlicht. Von Februar 1989 bis Dezember 1991 erschienen im Ehapa-Verlag weitere übersetzte Bücher.

## Übersetzte Bücher
| Band | Titel                  | Originaltitel                        | Verlag  |
| ---- | ---------------------- | ------------------------------------ | ------- |
| 1    | Leonardo ist ein Genie | 03. C'est un quoi déjà?              | Carlsen |
| 2    | Genie ohne Grenzen     | 06. Genie en balade                  | Carlsen |
| 3    | Genie ans Telefon!     | 07. Y-a-t'il un génie dans la salle? | Carlsen |
| 4    | Genie bleibt Genie     | 02. Léonard est toujours un génie    | Carlsen |
| 5    | Genie gegen Genie      | 10. La guerre des génies             | Carlsen |
| 1    | Leonardo ist ein Genie | 01. Léonard est un génie             | Ehapa   |
| 2    | Genie, nie, nie!       | 17. Ohé du génie                     | Ehapa   |
| 3    | Hi-Fi-Genie            | 04. Hi-fi-génie                      | Ehapa   |
| 4    | Geniestunden           | 05. Génie à toute heure              | Ehapa   |
| 5    | Das Fliegenie          | 03. C'est un quoi déjà?              | Ehapa   |